# Charlestown (Cornovaglia)
Charlestown (in lingua cornica: Porthmeur) è un villaggio portuale della costa meridionale della Cornovaglia (Inghilterra sud-occidentale), affacciato sul Canale della Manica, ed appartenente - dal punto di vista amministrativo - alla parrocchia civile di St Austell Bay e al distretto di Restormel.
La località, un tempo nota come West Polmear, prende il nome da Charles Rashleigh, un commerciante locale, che tra il 1791 e il 1801 rifondò la cittadina, costruendovi un importante porto per il trasporto del rame e del caolino estratto dalle miniere di St Austell.

## Geografia fisica
Charlestown si trova a circa 3,5 km a sud di St Austell, a circa 26 km ad est di Truro e a circa 11 km a nord-est di Mevagissey.

## Storia
Prima della fondazione del porto (1781-1801) da parte di Charles Rashleigh, quella che un tempo si chiamava West Polmear, era un piccolo villaggio di pescatori, che contava appena 9 abitanti.
La nuova località di Charlestown, fondata - come detto - da Charles Rashleigh, assunse nel XIX secolo un aspetto di cittadina georgiana, che ben presto, grazie al commercio del rame e del caolino, avrebbe contato una popolazione di 3.000 abitanti.

## Cultura

### Media

#### Cinema e fiction
- Il porto di Charlestown fu una delle location del film di Tim Burton del 2010 Alice in Wonderland[6]